# Kroktjärnen (naturreservat, Bräcke kommun)
Kroktjärnen är ett naturreservat i Bräcke kommun i Jämtlands län.
Området är naturskyddat sedan 2015 och är 52 hektar stort. Reservatet består av lövskog som vuxit upp efter en skogsband 1916. Reservatet består även av barrskog och våtmarker kring Kroktjärnen.